# Punto Fijo
Punto Fijo är en stad på sydvästsidan av Paraguanáhalvön i delstaten Falcón i nordvästra Venezuela. Staden är huvudort i kommunen Carirubana och har omkring en kvarts miljon invånare. Punto Fijo uppstod som ett resultat av två närliggande oljeraffinaderier etablerade av det amerikanska oljebolaget Standard Oil. Staden är därmed en av de absolut yngsta stadsbildningarna i Venezuela. En period ansågs Punto Fijo som den största staden i världen utan juridisk status, vilket den inte fick förrän den 23 februari 1970.
Stadens namn attribueras vanligen den tidigare stadshistorikern Rafael González Estaba, som menade att platsen där staden nu finns var en vanlig plats (en "fixerad punkt", Punto Fijo) för förbiresande och fiskare.
Punto Fijo är sätet för världens största oljeraffinaderikomplex, Centro de Refinación de Paraguaná, vilket dagligen producerar 1 miljon fat oljeprodukter. Tillsammans med industri som producerar relaterade produkter är oljeindustrin motorn i Punto Fijos ekonomi. Staden har dock även landets näst största fiskeflotta.

## Klimat
Punto Fijo är beläget i ett av Venezuelas torraste områden. Klimatet brukar beskrivas som torrt eller halvtorrt och karaktäriseras av en årlig nederbörd på 340,2 mm. Huvuddelen av regnet faller under de tre sista månaderna på året med november som nederbördsrikaste månad. Området upplever ofta starka vindar på grund av dess läge med en medelvind på 12 m/s. Medeltemperaturen är på mellan 27 och 28 °C.

## Galleri

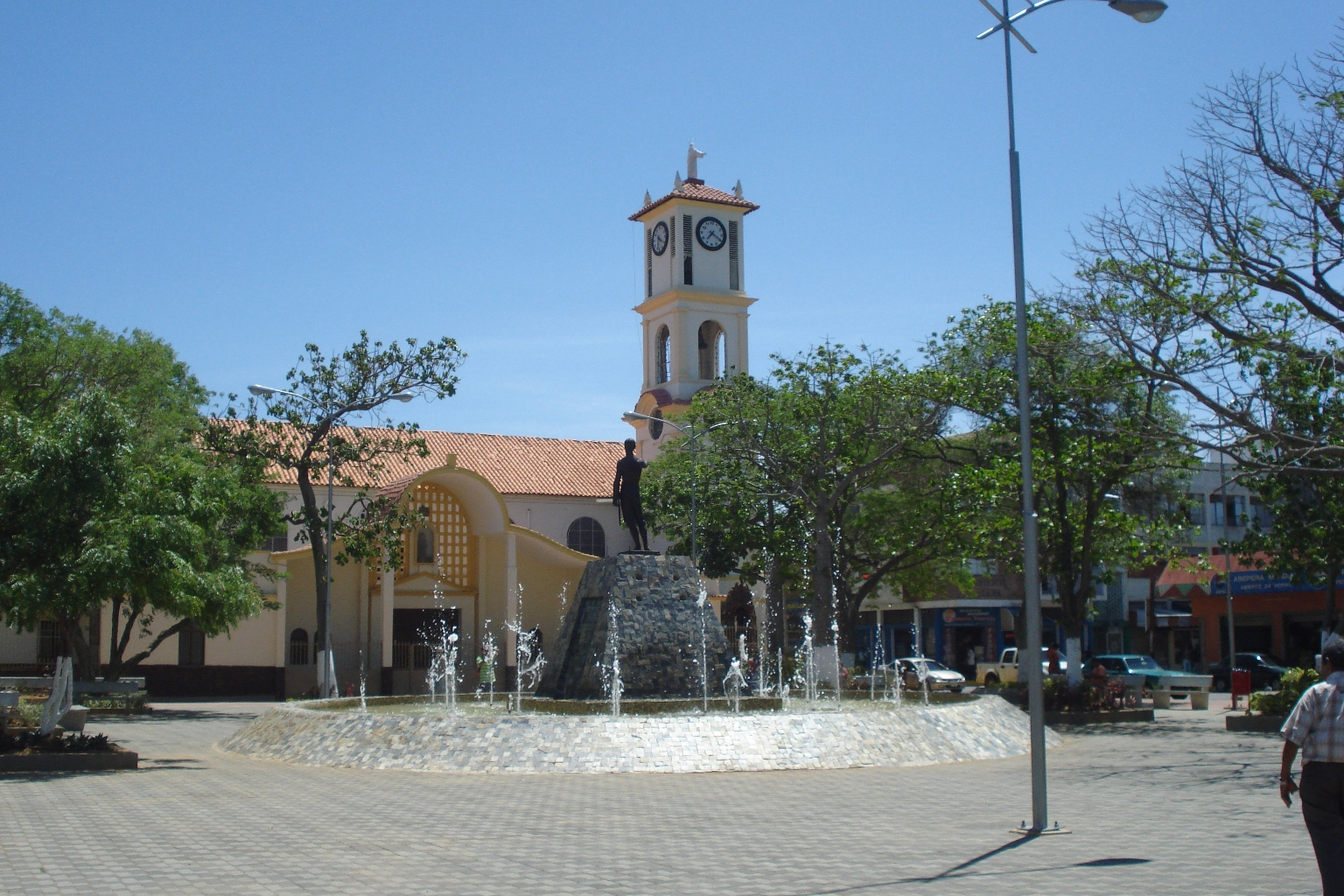
Torg framför katedralen